# Toshima (Tokio)
Toshima (豊島区 Toshima-ku?) es un barrio especial de la Metrópolis de Tokio, en Japón. Es común que se autodenomine "Ciudad de Toshima ".  En 2005, la población era de 252.000 habitantes, con una densidad de 19.400 personas por km², en un área de 13,01 km². Aunque la mitad del área del barrio especial es residencial, debido a la actividad comercial del resto, principalmente del distrito de Ikebukuro, la población flotante asciende a 430.000 personas.  
Toshima fue creada el 15 de marzo de 1947, y alcanzó un pico poblacional de 370.000 habitantes en 1965, después del cual, la población ha declinado constantemente. Toshima es considerado el barrio especial más internacional en la Metrópolis de Tokio, ya que tiene a la mayor colonia extranjera: 15.500 personas, de las cuales 56% es de origen chino, 20% coreano, y el resto es de otras nacionalidades.
Originalmente, Toshima estaba formado por cuatro aldeas, adyacentes a la antigua ciudad de Tokio: Sugamochō, Nishi-sugamochō, Takadachō, and Nagasakichō.
El crecimiento de Toshima fue impulsado por la construcción de varias líneas férreas durante la era Meiji y el período Taisho. La variedad más popular de sakura o cerezo japonés, Somei Yoshino, es originaria de antigua aldea Somei ahora parte integral de Toshima.

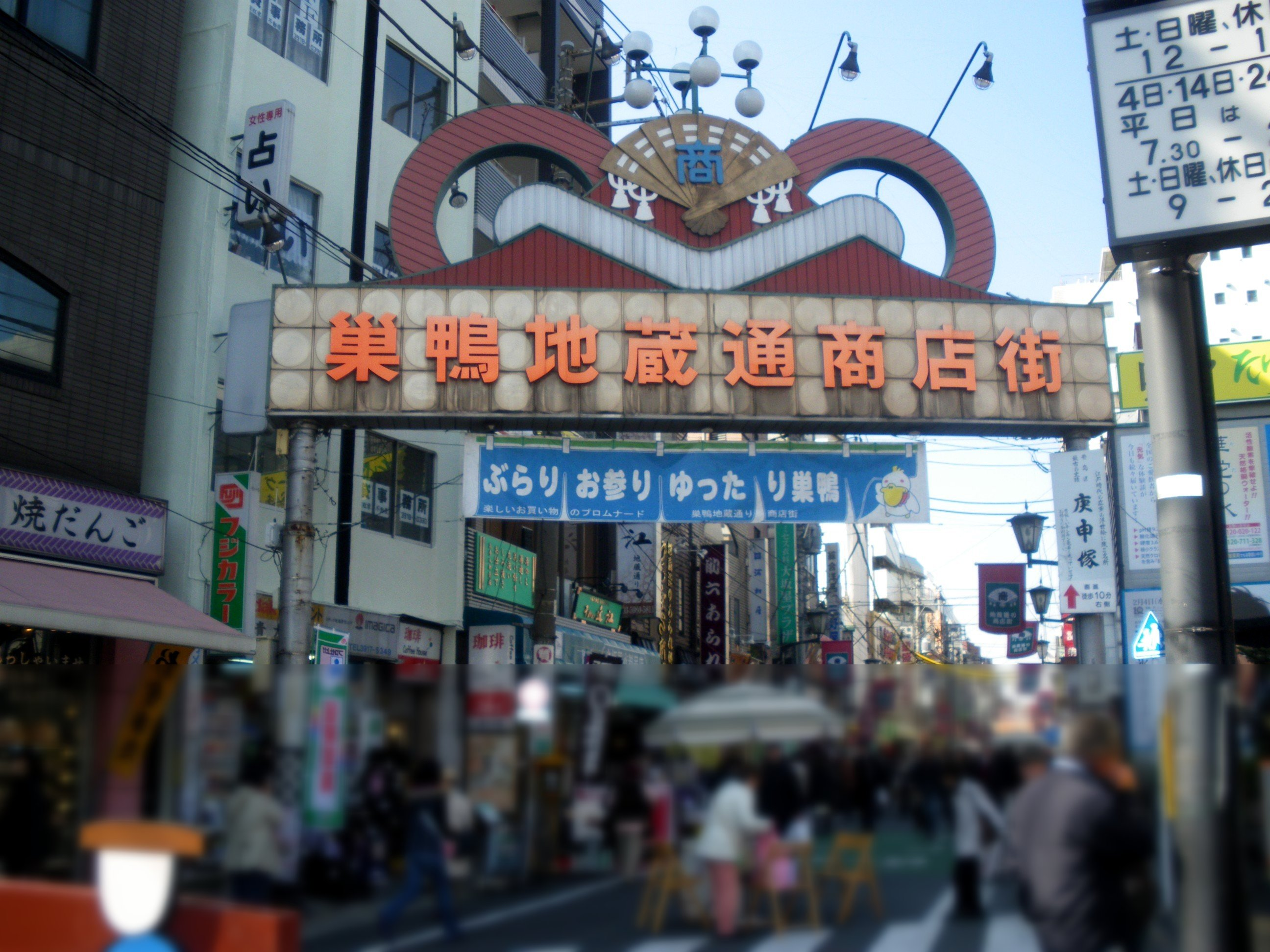
Zona comercial Sugamo Jizodori.

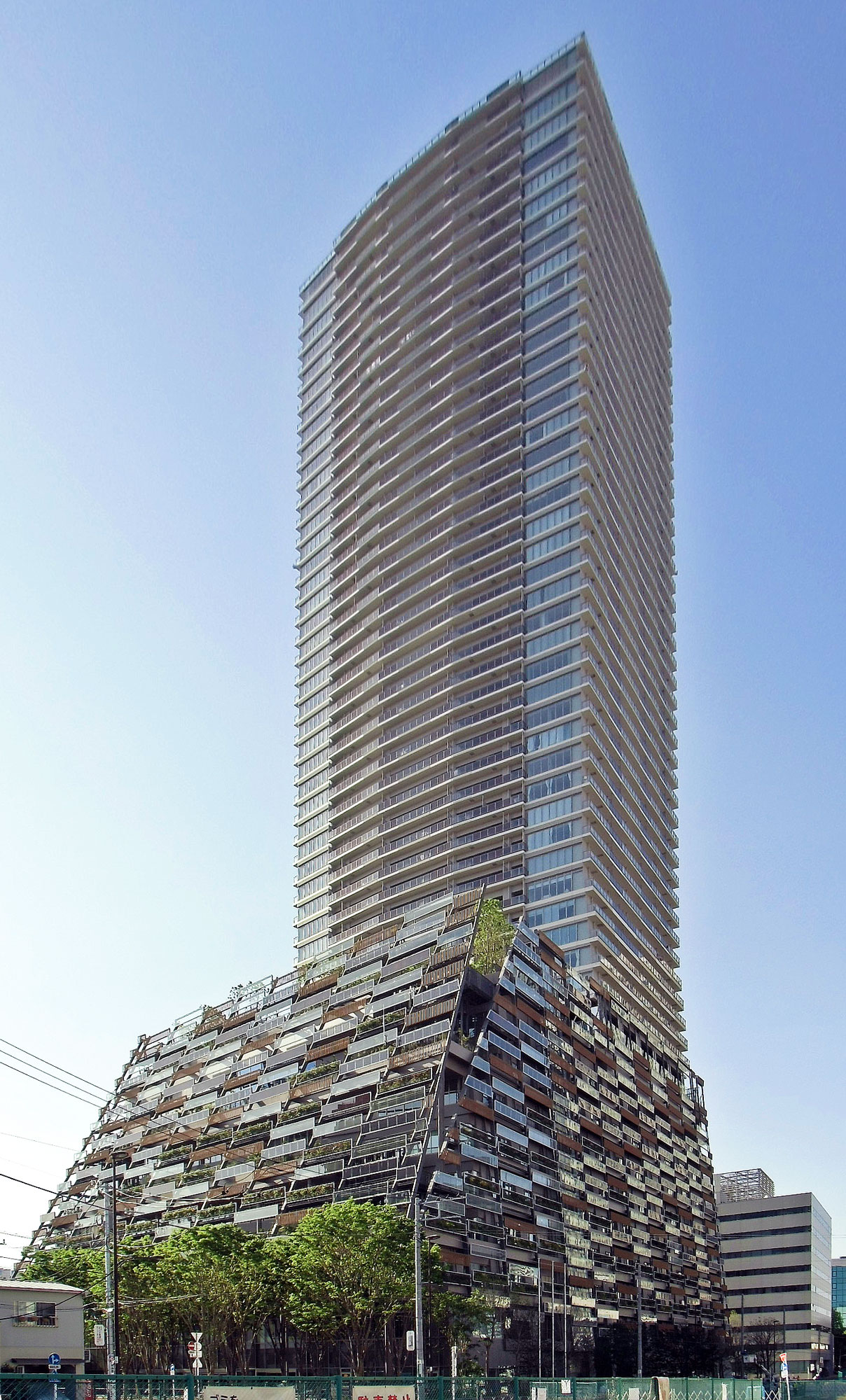
Oficina central del barrio especial.

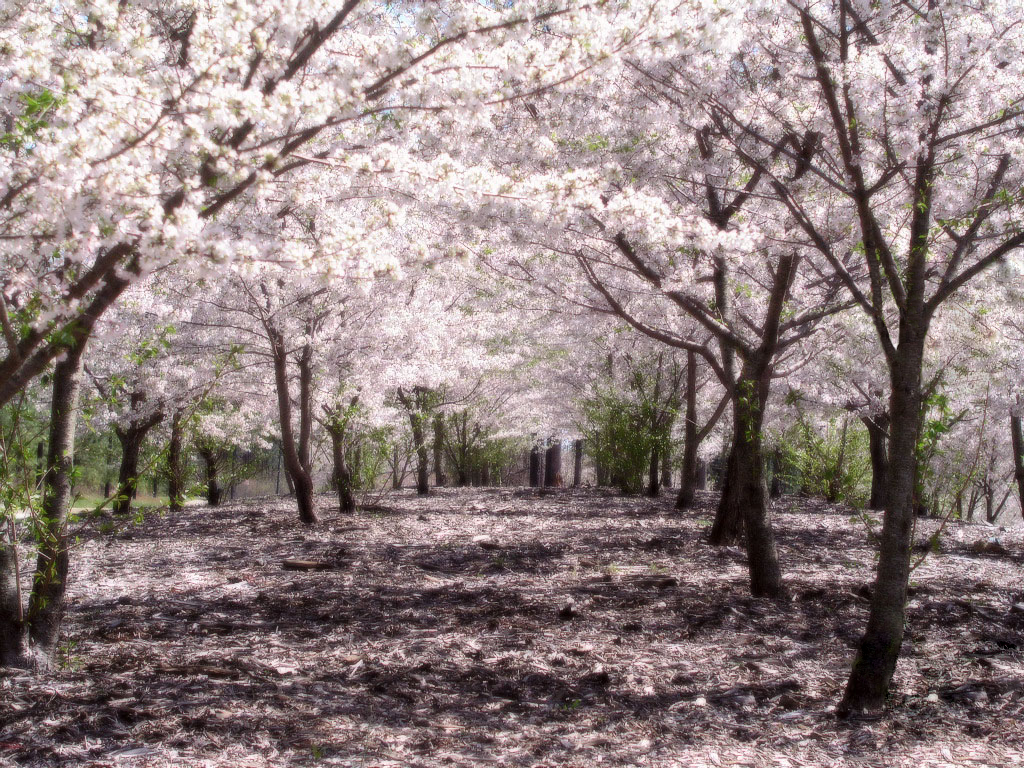
Somei Yoshino sakura, planta nativa de Toshima.

## Educación
En Toshima, existen cuatro universidades:
- Universidad Gakushuin (学習院大学)
- Colegio de Música de Tokio (東京音楽大学)
- Universidad Rikkyo (立教大学)
- Universidad Taisho (大正大学)